# Cosmosoma cingulatum
Cosmosoma cingulatum är en fjärilsart som beskrevs av Butler 1876. Cosmosoma cingulatum ingår i släktet Cosmosoma och familjen björnspinnare. Inga underarter finns listade i Catalogue of Life.